# 维科
维科（法語：Vico，法語發音：[viko]）是法国南科西嘉省的一个市镇，属于阿雅克肖区。

## 地理
维科（42°9'59"N, 8°47'56"E）面积52.13 平方千米，位于法国南科西嘉省，该省份位于科西嘉南部，后者为地中海西部的一座岛屿，也是法国的一个单一领土集体，位于法国大陆部分的东南面，意大利半島的西面，最临近的地块是撒丁岛。
与维科接壤的市镇（或旧市镇、城区）包括：巴洛尼亚、阿尔博里、卡尔热斯、科贾、马里尼亚纳。

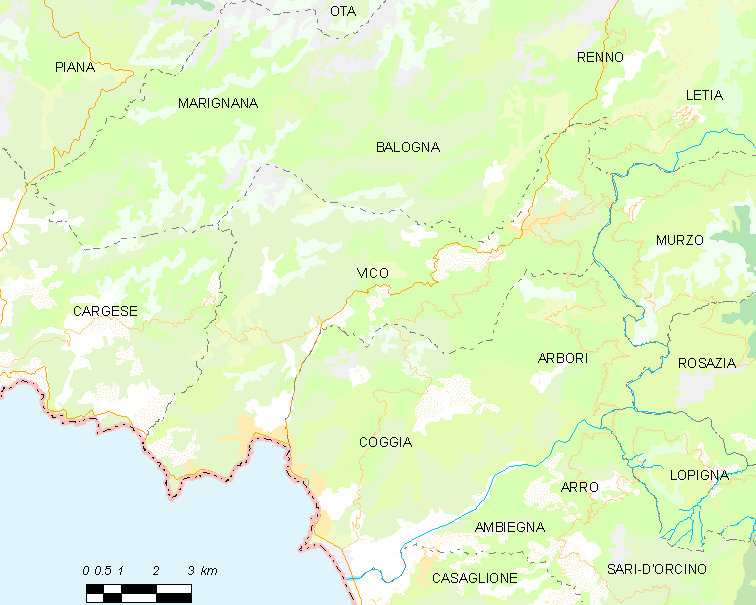
维科的OSM定位图

维科的时区为UTC+01:00、UTC+02:00（夏令时）。

## 行政
维科的邮政编码为20160、20118，INSEE市镇编码为2A348。

## 政治
维科所属的省级选区为塞维-索鲁-奇纳尔卡县。

## 人口

1962-2008年间维科人口变化图示

维科于2022年1月1日时的人口数量为1007人。